# Драше
Драше (фр. Draché) је насељено место у Француској у региону Центар, у департману Ендр и Лоара.
По подацима из 2011. године у општини је живело 718 становника, а густина насељености је износила 38,79 становника/km².

## Демографија
| 1962. | 1968. | 1975. | 1982. | 1990. | 2011. |
| ----- | ----- | ----- | ----- | ----- | ----- |
| 608   | 520   | 521   | 518   | 59    | 718   |